# ريما كركي
ريما كركي إعلامية وكاتبة لبنانية.

## حياتها ومشوارها المهني
درست في الجامعة الأمريكية في بيروت تخصص إدارة الحاسوب. بدأت مشوارها عام 1998 عبر شاشة تلفزيون المستقبل في برنامج عالم الصباح لمدة عشر سنوات وقدمت فقرات من إعدادها كحالة خاصة وأنت مين، كتاب الأسبوع. بعدها قدمت الكثير من البرامج التي أكسبتها خبرة وشهرة عربية.عام 2009م أصدرت كتابا من تأليفها بعنوان الليلة سأعترف . وفي عام 2014 تلقت عرضاً من قناة الجديد وانتقلت لتقدم برنامج للنشر بدلاً من زميلها طوني خليفةوفي عام 2018 وقعت عقداً مع تلفزيون دبي لتقديم الموسم الثاتي من برنامج حكايتي مع الزمان.في يناير عام 2021 إنتقلت إلى قناة الحرة  لتقديم برنامج اجتماعي بعنوان «2 دولار» يروي قصة عائلات من منطقة الشرق الأوسط  حصدت عليه جائزة الtelly awards العالمية،في يناير 2024 انتقلت لشبكة قنوات روتانا  لتقدم برنامج حواري بعنوان "عادي"

## البرامج التي قدمتها
| البرنامج         | عرض على                     |
| ---------------- | --------------------------- |
| عالم الصباح      | تلفزيون المستقبل            |
| الليل المفتوح    | تلفزيون المستقبل            |
| أمور شخصية       | تلفزيون المستقبل            |
| وكبرنا           | تلفزيون المستقبل            |
| أنا واياك        | تلفزيون المستقبل            |
| بدون زعل         | تلفزيون المستقبل            |
| لايك هالحكي لايك | تلفزيون المستقبل            |
| للنشر            | قناة الجديد                 |
| حكايتي مع الزمان | تلفزيون دبي                 |
| إيه في أمل       | قناة الجديد                 |
| 2 دولار          | قناة الحرة                  |
| عادي             | ال بي سي الفضائية اللبنانية |

## جوائز
- العراق: جائزة عيون الإبداع العربي من مؤسسة الفكر العربي في 2017
- الكويت: الجائزة الأولى لأفضل الإعلاميين العرب 2016 التي قدمتها دولة الكويت من خلال جريدة الأنباء ونادي الصحافة والإعلام
- عالمية: تصنيف على لائحة أقوى 40 امرأة تحكمن العالم من مجلة ماشابل العالمية 2015
- لبنان: أفضل شخصية إعلامية من موقع بصراحة 2012
- لبنان: أفضل برنامج حواري (لبرنامج بدون زعل) من موقع خبر عاجل 2011